# Stony Blyden
Stony Blyden, pseudonimo di Thorsteinn Sindri Baldvinsson Blyden, conosciuto anche come STNY (Akureyri, 9 marzo 1993), è un attore, rapper, batterista e produttore cinematografico islandese.

## Biografia
Stony è nato ad Akureyri, Islanda. Suo padre, Baldvin, è un panettiere e sua madre, Deborah, è un'istruttrice di fitness di origine cubana. Ha iniziato a suonare la batteria all'età di sei anni. Si è diplomato al Reykjavík College of Music frequentando contemporaneamente la Reykjavík School of the Arts.
Ha iniziato la sua carriera caricando su YouTube cover di canzoni famose. Il suo video più visto, cover del brano Can't Hold Us di Macklemore, ha superato il milione di visualizzazioni. Il video è stato notato dalla Pepsi, che nel 2014 lo ha selezionato per una campagna pubblicitaria legata ai Mondiali di calcio, accanto Janelle Monáe e Lionel Messi. La pubblicità era accompagnata dalla sua cover. 
Come attore ha partecipato ad alcuni film come The Standoff e Hope Springs Eternal, ed è noto per aver recitato anche nella serie di Nickelodeon Hunter Street.

## Filmografia parziale

### Cinema
- The Grid, regia di Andi Osho - cortometraggio (2015)

- The Standoff, regia di Ilyssa Goodman (2016)
- Hope Springs Eternal, regia di Jack C. Newell (2018)
- Life in a Year - Un anno ancora (Life in a Year), regia di Mitja Okorn (2020)

### Televisione
- Hunter Street - serie TV, 39 episodi (2017-2019)

## Discografia
- 2014 – Feel Good